# Marine Bachelot Nguyen
Marine Bachelot Nguyen est une autrice et metteuse en scène franco-vietnamienne née en 1978.
Elle cofonde en 2004 le collectif d'auteurs et la compagnie de théâtre Lumière d'août à Rennes. Son travail explore l’alliance de la fiction et du document, interroge le politique et les questions féministes et postcoloniales.

## Parcours

### Jeunesse et débuts
Marine Bachelot Nguyen étudie les lettres et les arts du spectacle à Rennes et à Gênes, en Italie, puis commence à enseigner en 2001 à Bressuire et à l'université Rennes-II,. Elle prépare une thèse sur les mutations du théâtre militant en Europe. 
Elle travaille de 2002 à 2007 pour le Théâtre de Folle pensée comme dramaturge. Parallèlement, elle participe à plusieurs résidences et projets dans le cadre du Laboratoire d'auteurs réuni par Roland Fichet : Pièces d’identités en 2003-2004, Mousson d’été en 2005, Mousson d’hiver en 2006 et la biennale Nouvelles pièces d'Europe à Wiesbaden en juin 2004,,.  

### Compagnie Lumière d’août
Elle fonde en 2004 à Rennes le collectif et la compagnie Lumière d'août avec Alexis Fichet (d), Alexandre Koutchevsky (d), Juliette Pourquery de Boisserin (d), Laurent Quinton (d) et Nicolas Richard,. Elle crée la même année à Saint-Brieuc sa première pièce Artemisia Vulgaris, mise en scène par Alexis Fichet. Elle en crée sa propre version en 2007 au Théâtre de la Paillette à Rennes.
Elle lance le projet Courtes pièces politiques, composé de sept textes commandés aux auteurs de Lumière d’août et à Gianina Carbunariu et mis en scène avec Alexis Fichet.

### Projet Féministes?
En 2009, elle se lance dans le projet Féministes ?, un cycle de recherches, d’écriture et de création consacré aux féminismes.
Plusieurs spectacles en découlent : Histoires de femmes et de lessives en 2009, La Femme, ce continent noir... en 2010, À la racine en 2011 au festival Mettre en scène et Rebel girlz mascarade en 2012,.

### Le Fils
En 2017, Le Fils qui interroge la radicalisation des points de vue sur l'évolution des mœurs. Mise en scène par David Gauchard au Théâtre de l'Union, centre dramatique national de Limoges en février, elle est présentée au festival d'Avignon et reçoit le prix Sony-Labou-Tansi dans le cadre du festival des francophonies en Limousin.

### Circulations capitales
En 2018, elle mène une résidence à la Villa Saïgon à Hô Chi Minh-Ville. Son projet Circulations capitales est créé en septembre 2019 au Canal à Redon et à la MC2 de Grenoble,,.

## Publications
- Le Fils, 2017 (ISBN 978-2-8071-0157-9 et 2-8071-0157-7, OCLC 1005730327, lire en ligne)
- La Place du chien : sitcom canin et postcolonial, 2018 (ISBN 978-2-8071-0205-7 et 2-8071-0205-0, OCLC 1097669966, lire en ligne)
- Les Ombres et les Lèvres, 2018 (ISBN 978-2-8071-0173-9 et 2-8071-0173-9, OCLC 1029742235, lire en ligne)
- Akila, le tissu d'Antigone, 2020 (ISBN 978-2-8071-0301-6 et 2-8071-0301-4, OCLC 1227312031, lire en ligne)
- Circulations capitales, Lansman, 2021 (ISBN 978-2-8071-0322-1 et 2-8071-0322-7, OCLC 1263760626, lire en ligne)
- MADAM, Manuel d'auto-défence à méditer, collection "Écriture de spectacle", Deuxième époque, 2023.

### Prix
- 2019 : Prix Sony-Labou-Tansi pour Le Fils